# Beskyttelsesrum
Et beskyttelsesrum er et overdækket, forstærket og/eller nedgravet anlæg, hvor mennesker kan søge beskyttelse mod virkningerne af krigshandlinger eller lignende. Her tænkes især på trykbølger fra eksplosioner, påvirkning af varmestråling fra atombomber, beskyttelse mod større ildebrande og beskyttelse mod radioaktivt nedfald. 
Et sikringsrum er betegnelsen på ikke-færdiggjorte beskyttelsesrum beregnet til de mennesker, der findes i en given bygning.

## Oprettelse af beskyttelsesrum
Beskyttelsesrum kan være oprettet ved offentlig foranstaltning eller kan være opført i eller ved private bygninger, ofte i kældre. Beskyttelsesrum kan være meget forskelligt udført og udstyrede og dermed have forskellig komfort og yde forskellig grad af beskyttelse. 
Nogle beskyttelsesrum er opført udelukkende som beskyttelsesrum, andre fungerer til daglig som f.eks. parkeringskælder, lagerrum eller almindelig kælder under et højhus. Beskyttelsesrum skal typisk klargøres, inden de kan benyttes, da forskellige forsyninger og møbler ikke opbevares der til daglig. 
Beboere i mindre huse kan indrette kældre som nødbeskyttelsesrum ved at dække vinduer med sandsække og dække gulvet over kælderen med sandsække. Loftet i kælderen bør afstives yderligere. Ydervægge kan forstærkes ved opkastning af jord, sandet og jorden beskytter mod radioaktivitet. Det er også muligt at lave et nedgravet anlæg under f.eks. en plæne, anlægget kan konstrueres af træ. 
De kendte beskyttelsesrum langs gader i storbyer, dækningsgrave, er beregnet til at trafikanter kan søge ly der ved varsling. Andre personer tænkes at finde beskyttelse i kældre og lignende nær deres bolig eller arbejdsplads. 

## Indretning
Beskyttelsesrum kan være forsynet med ventilation, gasfilter og støvfilter samt toiletter. Det vil også være hensigtsmæssigt at oplagre vand, fødevarer og medicin og forbindssager. Ligeledes anbefales nødbelysning af forskellig art, radio til batterier og materialer til underholdning af især børn. 

## Udvikling
Beskyttelsesrum blev først aktuelle, da luftkrigen og luftbombardementer udvikledes som en trussel. 
Kældre blev i forbindelse med 2. Verdenskrig indrettet som beskyttelsesrum med murgennembrydninger som nødudgange. Specielle husvagter skulle sørge for, at beboerne kom i beskyttelsesrum under en luftalarm. Ligeledes byggedes et større antal offentlige dækningsgrave. 
Efter krigen blev nogle dækningsgrave, der lå i vejen, fjernet. Samtidig blev nye dækningsgrave og offentlige beskyttelsesrum opført. Målet var at hver person i landet kunne få ophold i en eller anden form for beskyttelsesrum. 
Der indførtes i 1950 i Danmark pligt til at konstruere større nybyggerier med forstærkede kældre, der kunne indrettes til beskyttelsesrum.  Særlige lysende, grønne skilte skulle vise vej til beskyttelsesrum.  
Kommunerne har efter den nyeste lovgivning fra 1993 fortsat mulighed for at påbyde etablering af beskyttelsesrum ved nybyggeri, men de kan også ophæve denne pligt.

## Eksterne links
- Wikimedia Commons har flere filer relateret til Beskyttelsesrum i Danmark

- Wikimedia Commons har flere filer relateret til Beskyttelsesrum
- Civilforsvaret orienterer - Nødbeskyttelsesrum, 1987